# Arado Ar 65
De Arado Ar 65 was een Duits jachtvliegtuig, een eenpersoons dubbeldekker, en was de opvolger van de Arado Ar 64.
De Arado Ar 65, vervaardigd door Arado Flugzeugwerke GmbH, vloog voor het eerst op proef in 1931. De eerste modellen werden afgeleverd in 1933 en samen met de Arado Ar 64 aan Duitsland geleverd. De vliegtuigen werden verdeeld over twee gevechtsgroepen, Fliegergruppe Döberitz en Fliegergruppe Damm.
De Arado Ar 65 werd in 1935 gedegradeerd tot trainingsvliegtuig. In 1936 werd de productie stopgezet. In het jaar daarna werden er nog twaalf exemplaren geleverd aan de Bulgaarse luchtmacht; er zijn er in totaal 85 van gemaakt.